# Heterusia coerulescens
Heterusia coerulescens är en fjärilsart som beskrevs av Paul Dognin 1914. Heterusia coerulescens ingår i släktet Heterusia och familjen mätare. Inga underarter finns listade i Catalogue of Life.